# ふれあいGO

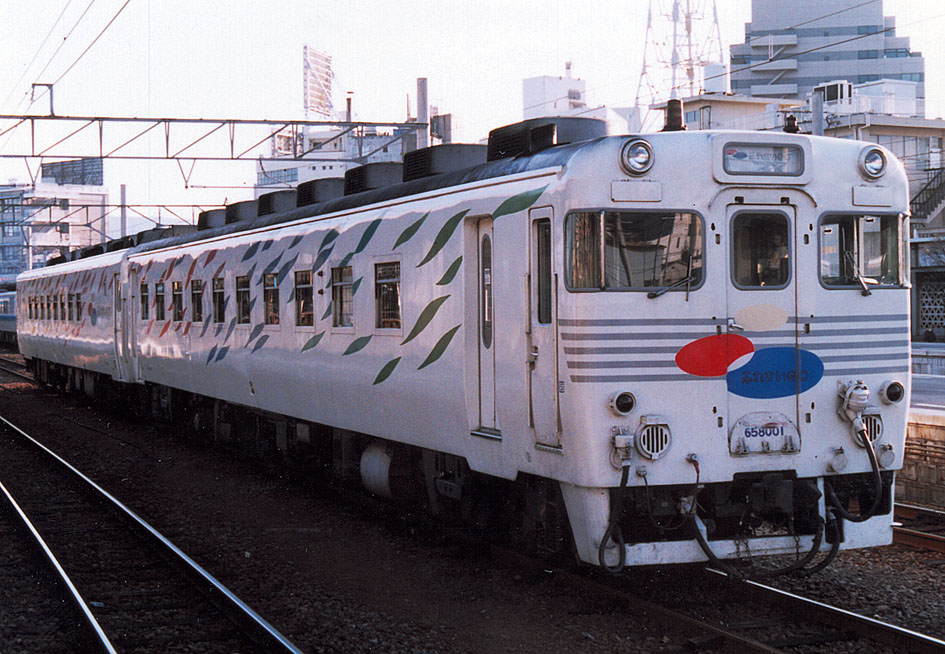
キハ65 8001「ふれあいGO」

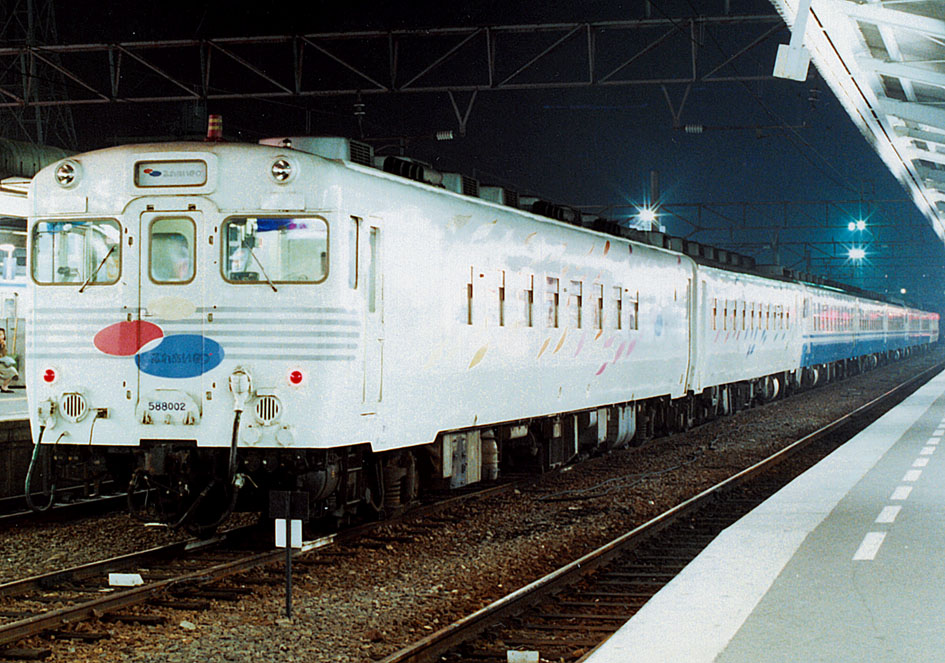
キハ58 8002「ふれあいGO」（後はJR九州に売却されるキハ65形5両+JR九州キハ40 2128）

ふれあいGO（ふれあいゴー）は、九州旅客鉄道（JR九州）が1988年（昭和63年）から1994年（平成6年）まで保有していた鉄道車両（気動車）で、ジョイフルトレインと呼ばれる車両の一種である。
北九州地区向けにキハ58形気動車・キハ65形気動車各1両を小倉工場で改造した。

## 編成
以下の2両編成で構成される。車両番号の横の（ ）内は旧車両番号。2両とも普通車扱いである。
- キハ58 8002（キハ58 57） - 定員46名
- キハ65 8001（キハ65 55） - 定員50名

## 構造

### 車体
キハ58形では前位（運転室直後）の出入口扉と戸袋窓をふさぎ、出入口は後位の1か所のみとしている。キハ65形では前位の出入口扉を業務用に改造しており、デッキ部分のステップをなくし、扉の下部の位置が従来より切り上げられている。このため乗客用の出入口はキハ58形と同様、後位の1か所のみである。2両とも客室窓は上部の約4分の1が下降する上段下降・下段固定窓に改造され、窓面積は従来より縮小されている。前面の改造は塗色変更のほか、貫通幌の幌枠を撤去した程度である。
側面の車体塗装は白地にクリーム色・黄色・オレンジ色・ピンク色・赤色・青色・水色・緑色の風に舞う葉の模様を散りばめた塗装で、北九州を吹き抜けるさわやかな風をイメージしたものである。前面塗装は白地に灰色のストライプを5本入れた塗装である。前面と側面にロゴが入っている。

### 車内
和洋折衷構造のサロン風の構成となっている。
客室では床を従来より200mmかさ上げして全面絨毯敷きとし、その上にソファを窓側に向けて向かい合わせに配置し、ソファの間にテーブルを設置している。側面の通路部分の床は跳ね上げ式となっている。窓下の化粧板は木目板となっており、窓には従来のロールアップカーテンに代わり、横引き式の障子が設置された。客室と運転室の仕切り部分にビデオ・カラオケ装置を設置し、客室の前後端にはモニターテレビを設置している。モニターテレビ・ビデオ・カラオケ装置は使用しないときに障子で隠すことができる。運転室の構造は従来どおりであるため前面展望は不可能であるが、運転室にビデオカメラを新設し、客室のモニターテレビに前面の風景を映し出すことができる。
天井には従来の蛍光灯に代わり、冷風吹出口の間に和風の照明を設置し、室内中央部の天井にはシャンデリアを設置している。
便所・洗面所は改造前と同様、キハ58形に設けられている。便所は洋式に改められ、別に男子用小便所が新設された。

### 台車・機器
台車・走行機器は変更されておらず、キハ58 8002が従来のDT22C形台車およびDMH17Hエンジン、キハ65 8001がDT39形・TR218形台車、DML30HSDエンジンのままである。冷房装置も従来のAU13A形分散式冷房装置のままで、冷房電源もキハ65形の4VK発電用エンジン・DM83形発電機をそのまま使用している。

## 運用
1988年（昭和63年）10月28日付けで落成し、直方気動車区に配置された。同年11月1日から営業運行を開始し、主に筑豊・北九州発着の団体臨時列車に用いられた。またJR九州のキハ40形と挟む形で、JR四国から購入したキハ65形の回送にも用いられた。
JR九州のジョイフルトレイン整理のため、1994年（平成6年）6月に廃車となった。